# Malters
Malters är en ort och kommun i distriktet Luzern-Land i kantonen Luzern, Schweiz. Kommunen har 7 771 invånare (2023).